# Герб комуни Соллентуна
Герб комуни Соллентуна (швед. Sollentuna kommunvapen) — символ шведської адміністративно-територіальної одиниці місцевого самоврядування комуни Соллентуна.

## Історія
Герб торговельного містечка (чепінга) Соллентуна отримав королівське затвердження 1946 року. Як герб комуни його зареєстровано 1974 року. 
Після адміністративно-територіальної реформи, проведеної в Швеції на початку 1970-х років, муніципальні герби стали використовуватися лишень комунами. Тому тепер цей герб представляє комуну Соллентуна, а не містечко, яке зрештою вже втратило свій статус.

## Опис (блазон)
У синьому полі золотий перев’яз справа, на якому три червоні довгі кораблі вікінгів на колодах для волоку з синіми щитами, згорнутими вітрилами, прапорцями і головами драконів.

## Зміст
Довгі кораблі символізують роль Соллентуни як важливого торговельного центру, в якому в давнину перевантажували товари з кораблів.